# Hermann Lehnert
Carl Ludwig Hermann Lehnert (* 7. März 1808 in Magdeburg; † 22. Oktober 1871 in Berlin) war ein preußischer Jurist und Ministerialbeamter.

## Leben
Hermann Lehnert, geboren als Sohn des späteren Geheimen Oberfinanzrats Johann Christoph Lehnert († 27. August 1834 in Berlin),  studierte an den Universitäten Bonn und Berlin Rechtswissenschaften. 1826 wurde er Mitglied des Corps Borussia Bonn. Nach Abschluss des Studiums wurde er 1828 Auskultator und 1830 Referendar. Von 1834 bis 1836 war er Inquirent bei der Kommission zur Untersuchung hochverräterischer Verbindungen. Von 1836 bis 1843 war er Hilfsarbeiter im Justizministerium. 1842 erfolgte seine Ernennung zum Kammergerichtsrat. 1843 wurde er Hilfsarbeiter im Preußischen Ministerium der geistlichen, Unterrichts- und Medizinalangelegenheiten. Gleichzeitig zu seiner Tätigkeit im Justiz- und Kultusministerium war er bis 1848 Universitätsrichter der Friedrich-Wilhelms-Universität. 1848 ersuchte er aufgrund der politischen Verhältnisse um die Entlassung aus dem Dienst. Sein Ersuchen wurde ihm unter Ernennung zum Vortragenden Rat und Übertragung der Mitzeichnungsrechte aller Konzepte und der Vertretung des Ministers ehrenvoll abgelehnt. Von 1849 bis zu seinem Tode 1871 war er kommissarischer Direktor der Medizinalabteilung. 1853 wurde er Direktor der wissenschaftlichen Deputation für das Medizinalwesen und 1858 Direktor der Unterrichtsabteilung. 1861 wurde er zum Unterstaatssekretär ernannt. 1865 wurde er Mitglied im Preußischen Staatsrat.

## Auszeichnungen
- Ernennung zum Geheimen Oberregierungsrat, 1853
- Ehrendoktorwürde eines Dr. med. der Universität Berlin, 1861
- Ehrendoktorwürde eines Dr. med. der Universität Bonn, 1868